# آبسه پری‌آپیکال
آبسهٔ پری‌آپیکال (به انگلیسی: Periapical abscess) به التهاب حاد یا مزمن بافت‌های پری‌آپیکال (بافت‌های اطراف ناحیه آپیکال ریشهٔ دندان) گفته می‌شود که مشخصهٔ آن، تجمع موضعی چرک در انتهای ریشهٔ دندان است. آبسهٔ پری‌آپیکال معمولاً به‌دنبال مرگ مغز دندان (پالپ) درنتیجهٔ گسترش پوسیدگی دندان روی می‌دهد.
این آبسه ممکن است به داخل حفرهٔ دهانی یا سینوس فکی وارد شده و با گسترش تا استخوان‌های مجاور ایجاد استئومیلیت نماید یا در موارد شایع، در بافت نرم گسترش یافته و باعث سلولیت و ورم صورت شود. همچنین آبسهٔ پری‌آپیکال با تب، ضعف و تهوع همراه است.
برای درمان این آبسه، پالپ دندان را تخریب کرده و با خارج نمودن چرک از درد دندان می‌کاهند و آنتی‌بیوتیک تجویز می‌نمایند و پس از آن دندان را یا روت کانال کرده یا آن را می‌کشند.